# 南亞威氏蘚
南亞威氏蘚（学名：Wilsoniella decipiens）为牛毛蘚科威氏蘚屬下的一个种。